# HD174146
HD174146 — хімічно пекулярна зоря спектрального класу
F й має видиму зоряну величину в смузі V приблизно 10,0.